# Uno Svensson
Uno Georg Svensson, född 19 april 1929 i Kallinge i Ronneby församling, död 31 mars 2012 i Malmö S:t Petri församling, var en svensk målare och grafiker. 
Hans bildvärld karaktäriserades av abstrakta köttaktiga former på 1960-talet, men senare övergick han till mer föreställande motiv. Ett exempel är dockorna, som förekommer i flera av hans verk. Han arbetade i långa bildserier med både dock- och människobilder och dessa uttrycker hans engagemang i existentiella frågor. Bilderna fungerar också som allegorier över människans situation i en absurd och mekaniserad verklighet.

## Biografi
Uno Svensson föddes 1929 i Blekinge och växte upp i ett musikaliskt och religiöst hem. Tidigt blev han engagerad i bilder och började teckna sina tankar och intryck. Då var Gustave Dorés fantasieggande bibelillustrationer en stor inspirationskälla för honom.
Mellan 1950 och 1955 studerade Svensson vid Skånska målarskolan och Essem-skolan i Malmö och under det sista av dessa år kom han i kontakt med C.O. Hulténs och dennes Galerie Colibris aktiviteter. Svenssons första utställning ordnas av Hultén 1957; samma år gör han också sin debut på Skånes konstförening. Flera utställningar i Sverige kom att följa och 1966 gör han sin första, men inte sista, utställning utomlands. Det var en separatutställning på Florence Houston Browns galleri i Rue du Pré-aux-Clercs, Paris.
Det var i mitten av 60-talet han fick sitt stora genombrott med Anatomiska tecken. Ett annat tema är Undrens tid, som visar på Svenssons underfundighet blandad med humor och ironi, men dess verk handlar också om hur människan får stå tillbaka för tekniska och ekonomiska krav. Undrens tid utvecklades i början av 70-talet, när han var stipendiat på Cité des Arts i Paris och där träffade han sin livskamrat Parvaneh, som han först kom att skiljas från i och med döden.
Svensson har också arbetat med andra konstformer. År 1986 gjorde han scenografin och kostymerna till Carlo Goldinis Tjener for to herrer på Odense Teater i Danmark. Scenografi har han också gjort till baletten Nucleon, som Ragnar Grippe komponerade, på ARC-2 Musée d'Art Moderne i Paris.
Den sista tiden av sitt liv bodde han i Malmö. Han avled 2012 vid 82 års ålder.

## Offentlig representation
I Sverige finns Svensson representerad på Moderna Museet, Nationalmuseet, Lunds universitets samlingar, Kalmar konstmuseum, Norrköpings konstmuseum och på ett tiotal andra platser. Utomlands är han representerad på Institut Tessin, Musée International Salvador Allende och Bibliotèque National i Frankrike samt Nordjyllands konstmuseum i Danmark. Uno Svensson-sällskapet (USS) bildades 1993 med syftet att få en permanentutställning att bildas på Kulturcentrum i Ronneby, Blekinge och 1998 uppnådde det sitt mål, men 13 år senare monterades den ner till sällskapets stora förtret.